# Танділь
Танді́ль (ісп. Tandil) — місто в аргентинській провінції Буенос-Айрес, центр однойменного округу.

## Географія

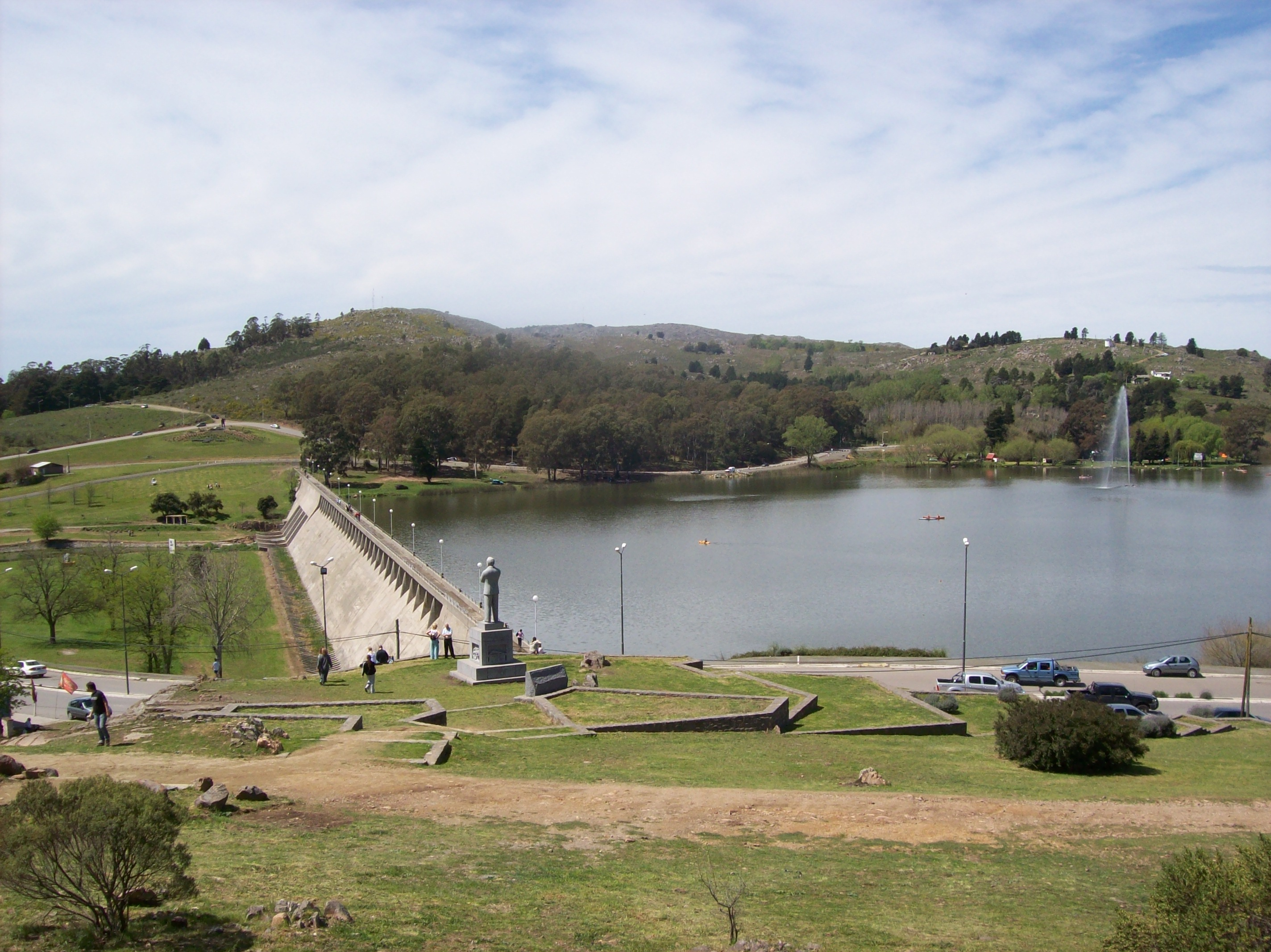
Тандільське озеро

Місто Танділь розташоване у центрі провінції Буенос-Айрес на центральному сході Аргентини. У плані прямокутне, компактне, щільно забудоване. Воно розташовується в оточенні системи пагорбів Сьєрра-дель-Танділь, які півколом оточують місто з південного боку.
У місті розташоване водосховище, яке місцеві жителі називають озером, до нього впадає невелика річка.
Танділь розташовується у зоні вологої пампи, тому рослинність у місті й околицях переважно степова. Фауна представлена птахами (лелекові, в'юрок), гризунами (наприклад, зайцеві), зміями (уруту), аргентинськими тегу.

## Історія
Місто було засноване 1823 року губернатором провінції Буенос-Айрес бригадним генералом Мартіном Родрігесом під назвою Фуерте-Індепенденсья (ісп. Fuerte Independencia — Форт Незалежність) для захисту від набігів індіанців. Населення форту початково складало 400 осіб.

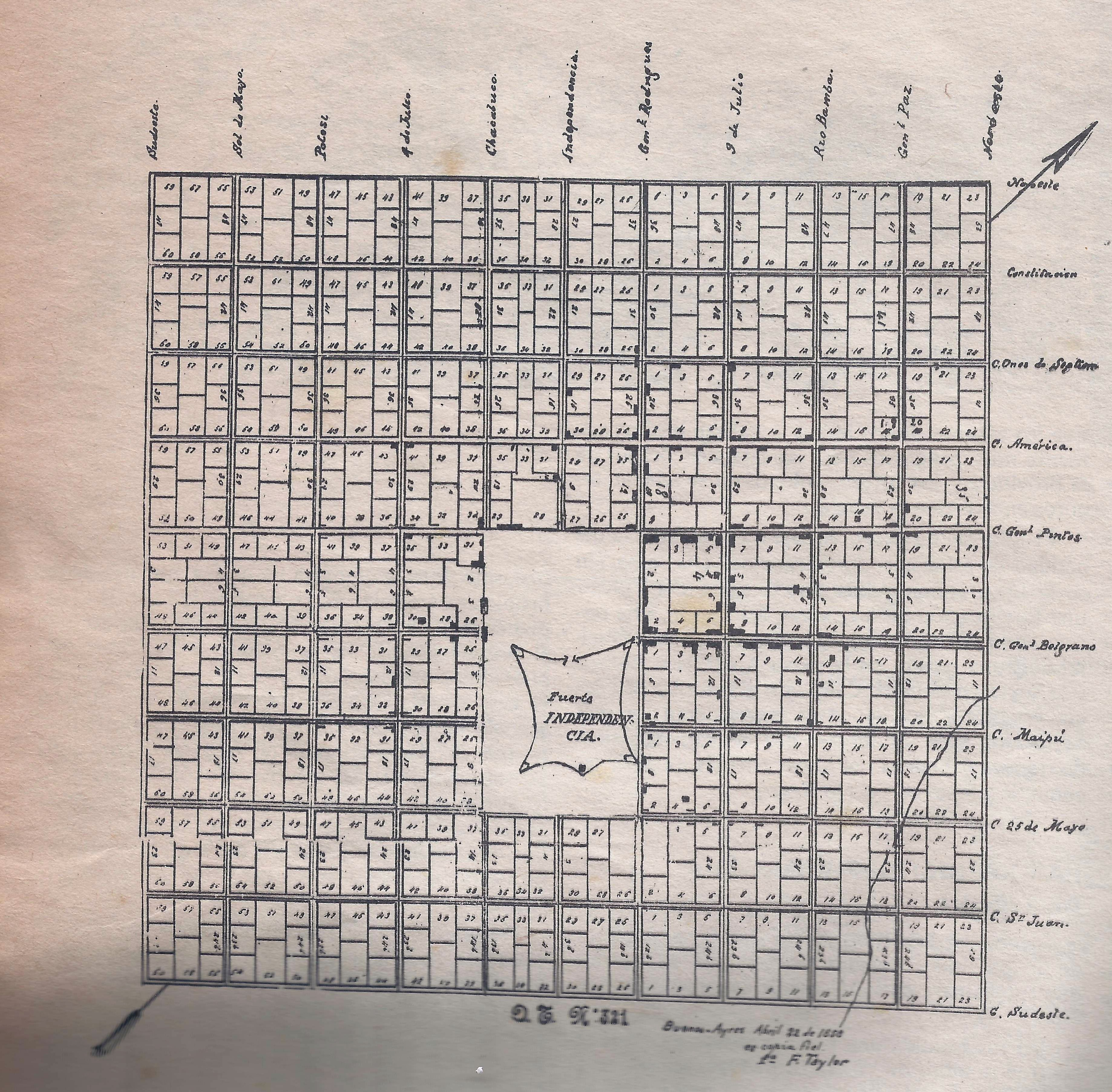
План Форту Незалежність

Після зачищення території провінції від індіанців у ході кампанії завоювання пустелі до поселення почали прибувати численні мігранти з різноманітних країн Європи, переважно з Італії та Іспанії. Не всім місцевим це подобалося. 1 січня 1872 року у Танділі відбулися події, які згодом стали відомими як Тандільська різня. Кілька десятків осіб на чолі зі знахарем і проповідником Херонімо Солане вбили 36 мігрантів з Європи. Згодом Солане лінчували місцеві жителі, трьох його спільників було засуджено до страти, а решту ув'язнено.
1865 року Форт Індепенденсья було знесено, а на його місці було побудовано ратушу, у якій також розташовувався поліція і в'язниця.

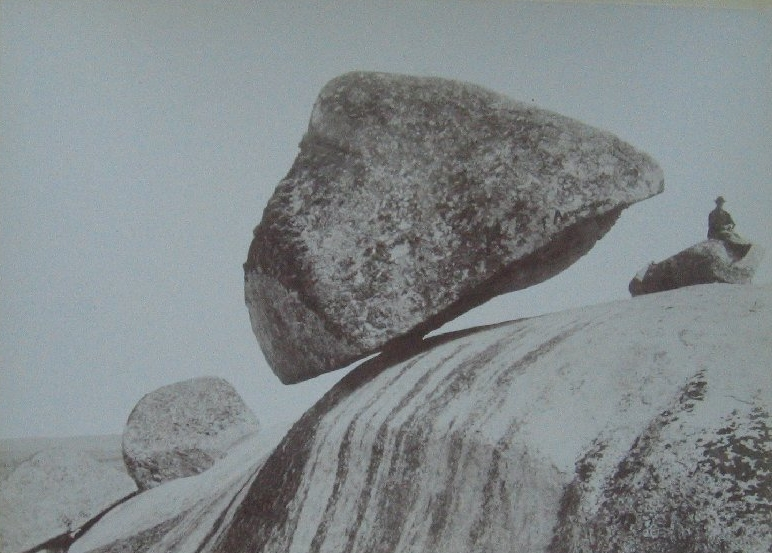
Падаючий камінь (1890-ті)

23 жовтня 1895 року поселення офіційно отримало статус міста з назвою Танділь. Походження цієї назви точно не відоме. Існує версія, що вона походить від імені місцевого індіанського вождя. Інша теорія стверджує, що своєю назвою місто завдячує річці, яка колись протікала у цій місцевості. Імовірно топонім походить з мови індіанців керанді і означає «Найвищий», тобто стосується пагорбів Сьєрра-дель-Танділь. За іншою теорією назва походить з мови мапуче або арауканів і означає «Падаючий камінь». Падаючим каменем (ісп. Piedra Movediza) називали 300-тонну гранітну брилу, яка балансувала на верхівці одного з навколишніх пагорбів і вважалась одним з символів міста. 1912 року камінь було скинуто вандалами.
Побудова залізниці, розвиток гірничодобувної промисловості та тваринництва наприкінці XIX ст. посприяв стрімкому зростанню кількості населення.
З 1940-х років почався стрімкий розвиток і збагачення міста. Було побудовано водосховище, декілька професійних навчальних закладів, металургійний завод, створено систему громадського транспорту, відкрито автоматичну телефонну станцію, почалося проведення газу для населення, заасфальтовано усі міські вулиці та відкрито велику кількість публічних бібліотек.
У роки військової диктатури з 1976 по 1983 роки у місті Танділь існувала секретна в'язниця під керівництвом Альфредо Сен-Жана, де утримували противників режиму.
2007 року у Танділі було встановлено копію Падаючого каменя на тому ж місці, де він був до 1912 року.

## Клімат
Клімат Танділя помірний і вологий із середньою температурою повітря 13,7 °C і кількістю опадів 889 мм на рік. Через близькість гірської системи Сьєрра-дель-Танділь у місті часто бувають тумани, особливо в холодну пору року, але загалом через свою невелику висоту гори мало впливають на клімат міста. Близькість моря робить клімат у цій місцевості більш помірним. За Класифікацією кліматів Кеппена Танділь має морський клімат.
| Клімат Танділь (1970-2010)                                                     | Клімат Танділь (1970-2010) | Клімат Танділь (1970-2010) | Клімат Танділь (1970-2010) | Клімат Танділь (1970-2010) | Клімат Танділь (1970-2010) | Клімат Танділь (1970-2010) | Клімат Танділь (1970-2010) | Клімат Танділь (1970-2010) | Клімат Танділь (1970-2010) | Клімат Танділь (1970-2010) | Клімат Танділь (1970-2010) | Клімат Танділь (1970-2010) | Клімат Танділь (1970-2010) |
| Показник                                                                       | Січ.                       | Лют.                       | Бер.                       | Квіт.                      | Трав.                      | Черв.                      | Лип.                       | Серп.                      | Вер.                       | Жовт.                      | Лист.                      | Груд.                      | Рік                        |
| Абсолютний максимум, °C                                                        | 39,3                       | 37,8                       | 37,2                       | 32,5                       | 28,0                       | 22,3                       | 25,4                       | 31,2                       | 30,0                       | 31,3                       | 34,2                       | 39,9                       | 39,9                       |
| Середній максимум, °C                                                          | 27,9                       | 26,9                       | 23,9                       | 20,2                       | 16,2                       | 12,7                       | 12,3                       | 14,4                       | 16,3                       | 19,7                       | 23,0                       | 26,6                       | 20,0                       |
| Середня температура, °C                                                        | 21,1                       | 20,2                       | 17,6                       | 13,8                       | 10,1                       | 7,2                        | 6,7                        | 8,4                        | 10,2                       | 13,7                       | 16,8                       | 19,4                       | 13,8                       |
| Середній мінімум, °C                                                           | 14,4                       | 14,1                       | 11,8                       | 8,9                        | 5,4                        | 2,8                        | 2,5                        | 3,3                        | 4,5                        | 7,8                        | 10,5                       | 12,9                       | 8,2                        |
| Абсолютний мінімум, °C                                                         | 1,8                        | 0,8                        | 0,5                        | −4,6                       | −5,8                       | −9,9                       | −11,6                      | −8,5                       | −7,1                       | −3,9                       | −2,8                       | −0,3                       | −11,6                      |
| Середня кількість сонячних годин на місяць                                     | 263,5                      | 228,8                      | 229,4                      | 195,0                      | 133,3                      | 120,0                      | 130,2                      | 176,7                      | 195,0                      | 223,2                      | 249,0                      | 241,8                      | 2385,9                     |
| Норма опадів, мм                                                               | 124.2                      | 78.1                       | 101.7                      | 54.0                       | 75.7                       | 21.5                       | 33.8                       | 42.7                       | 56.7                       | 108.4                      | 103.1                      | 88.7                       | 888.6                      |
| Днів з опадами                                                                 | 10                         | 6                          | 9                          | 7                          | 6                          | 5                          | 6                          | 6                          | 6                          | 10                         | 8                          | 8                          | 87                         |
| ------------------------------------------------------------------------------ | -------------------------- | -------------------------- | -------------------------- | -------------------------- | -------------------------- | -------------------------- | -------------------------- | -------------------------- | -------------------------- | -------------------------- | -------------------------- | -------------------------- | -------------------------- |
| Джерело: Servicio Meteorológico Nacional, Oficina de Riesgo Agropecuario, UNLP |                            |                            |                            |                            |                            |                            |                            |                            |                            |                            |                            |                            |                            |

## Економіка
Економіка міста базується переважно на сільському господарстві, зокрема тваринництві, та туризмі. Також у місті існує гірничодобувна промисловість, яка останнім часом не розвивається через протидію екологів. У сфері послуг активно розвивається розробка програмного забезпечення.
Основними сільськогосподарськими культурами, які вирощуються в Танділі, є пшениця, соя (з 1970-х років), кукурудза, соняшник, меншою мірою овес, очеретянка канаркова, льон. Тваринництво переважно представлене розведенням великої рогатої худоби молочних порід, меншою мірою овець і свиней. У місті існує понад сотня молочних ферм, а також багато виробництв молочних продуктів і ковбас.
Серед галузей промисловості найбільш розвинені металургія і сільськогосподарське машинобудування.

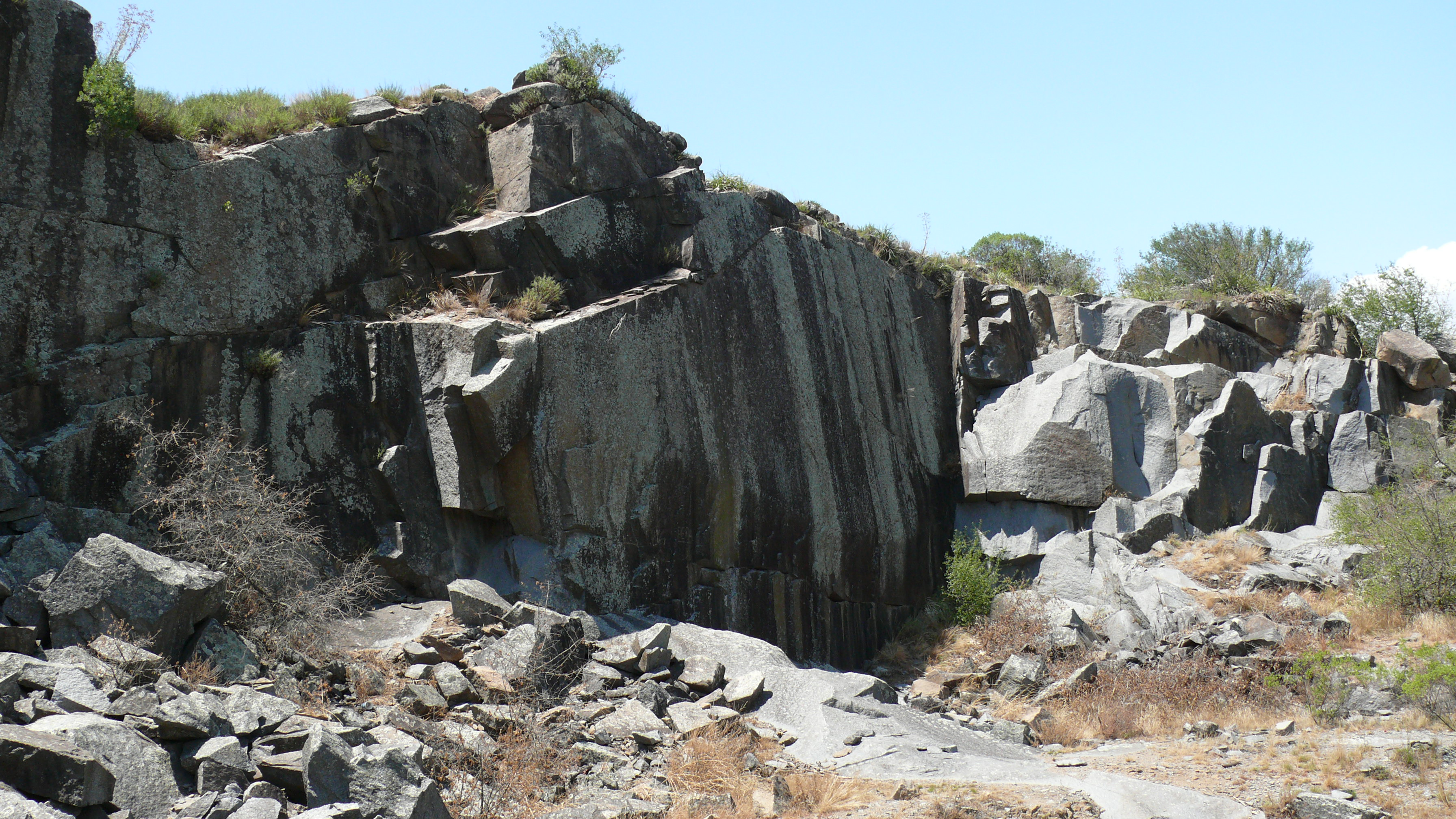
Каменоломня у Танділі
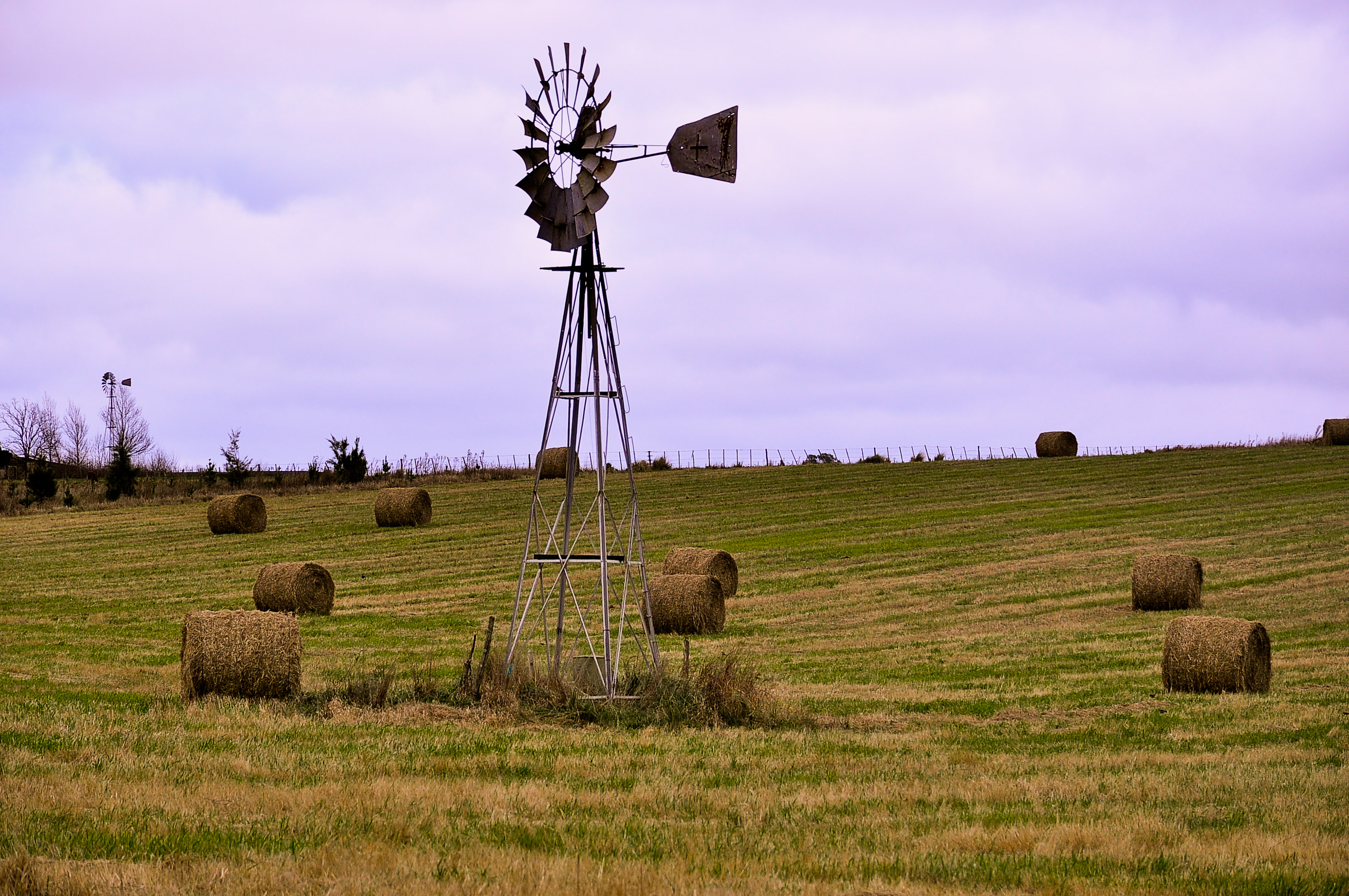
Сільське господарство -
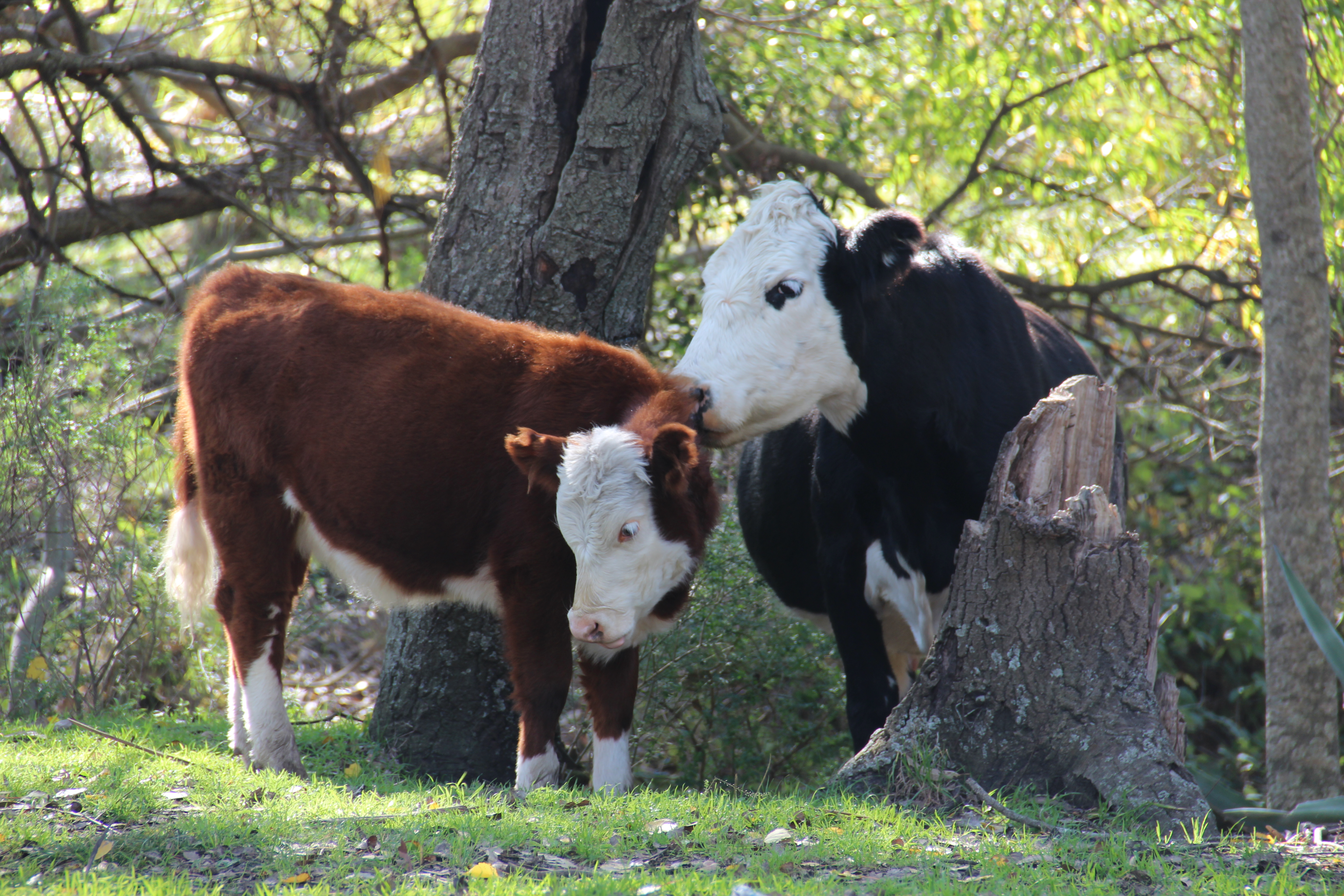
важлива галузь економіки Танділя
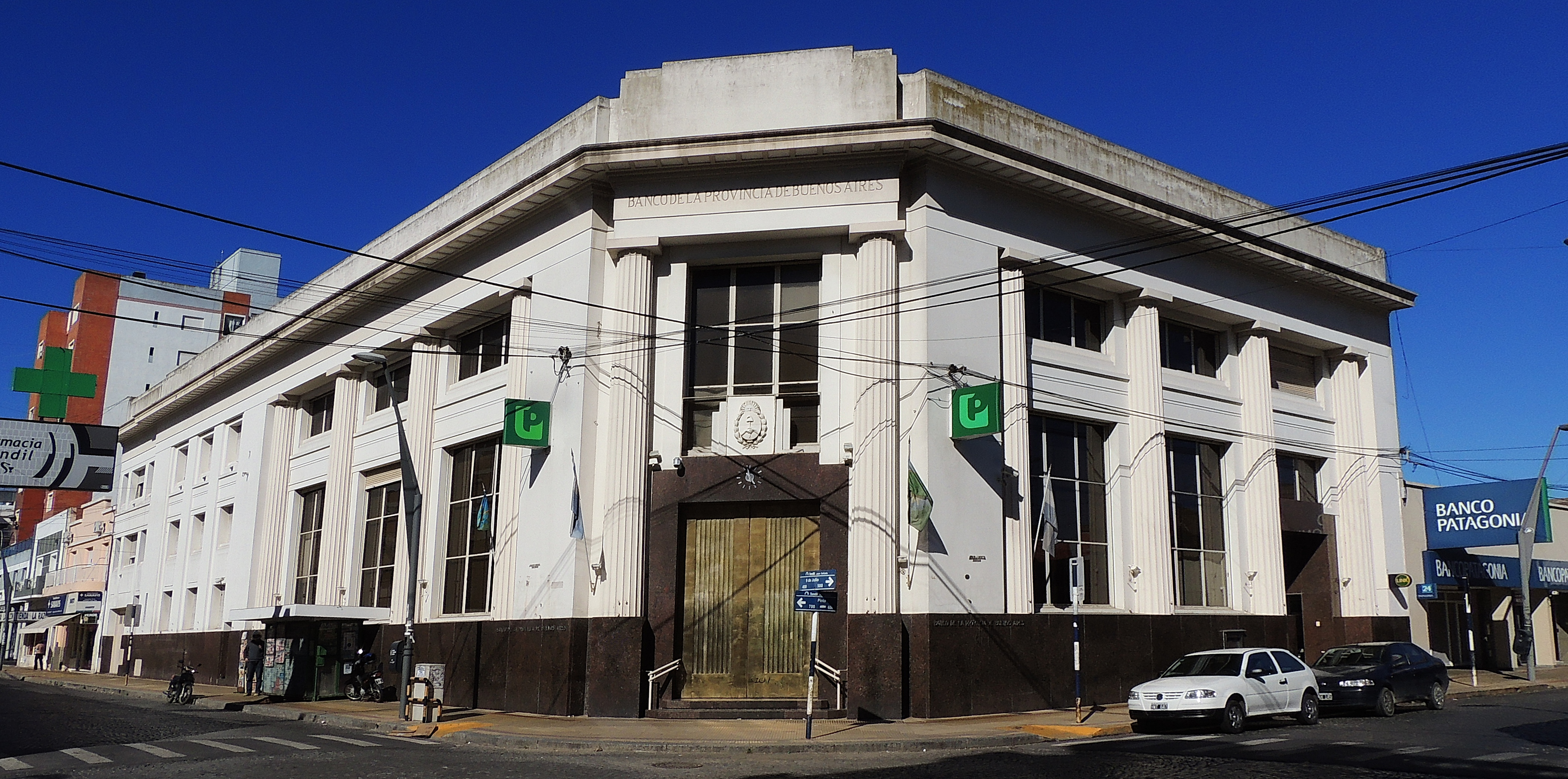
Тандільський банк

## Транспорт

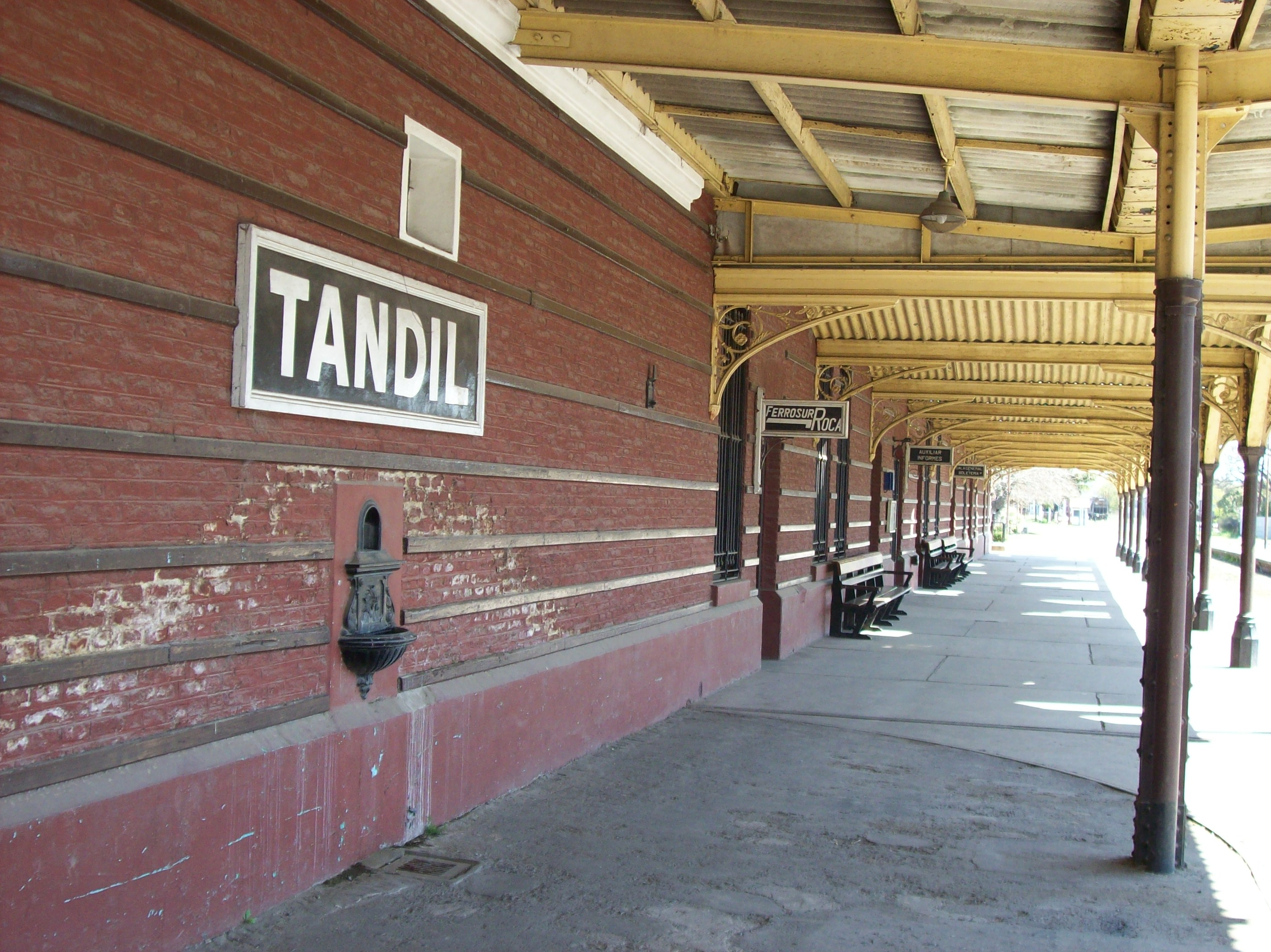
Перон вокзалу у Танділі

До міста Танділь можна дістатися національним шосе 226, а також провінційними шосе 74 і 30. У місті є автовокзал, звідки ходять рейсові автобуси до великих аргентинських міст.
Система громадського транспорту Танділя складається з шести автобусних ліній, якими оперують шість приватних компаній.
З 1883 року до міста можна було дістатися залізницею, але з червня 2016 року пасажирське залізничне сполучення припинено.
З 1997 року у місті працює цивільний аеропорт.

## Культура
У Танділі діє декілька музеїв, зокрема відкритий 1963 року Музей Форту, який містить багато цінних історичних експонатів, заснований 1937 року Муніципальний музей витончених мистецтв, який має велику колекцію робіт аргентинських художників, відкритий 2002 року Музей релігійного мистецтва, відкритий 2005 року Науково-природничий музей.

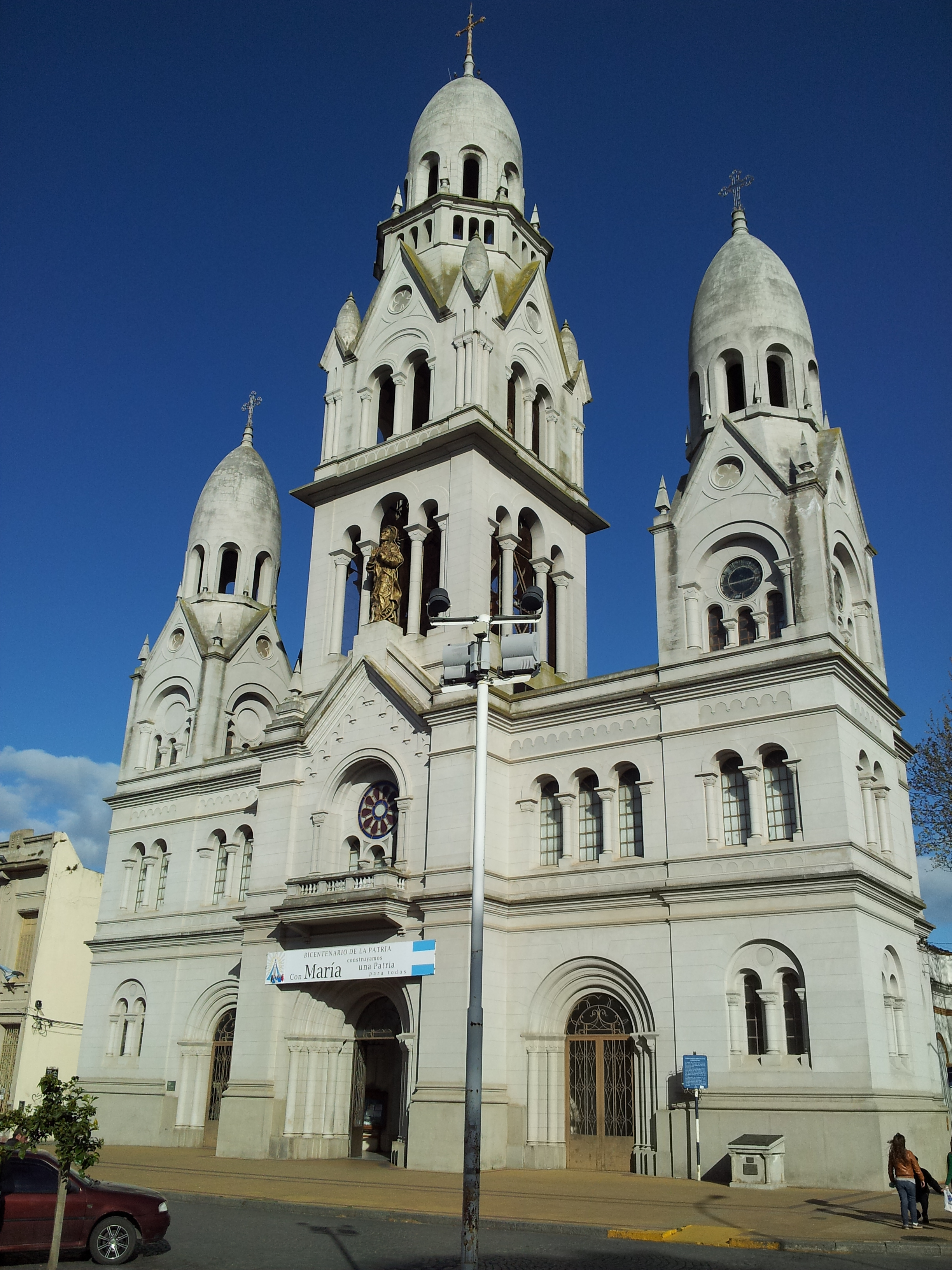
Парафіяльна церква
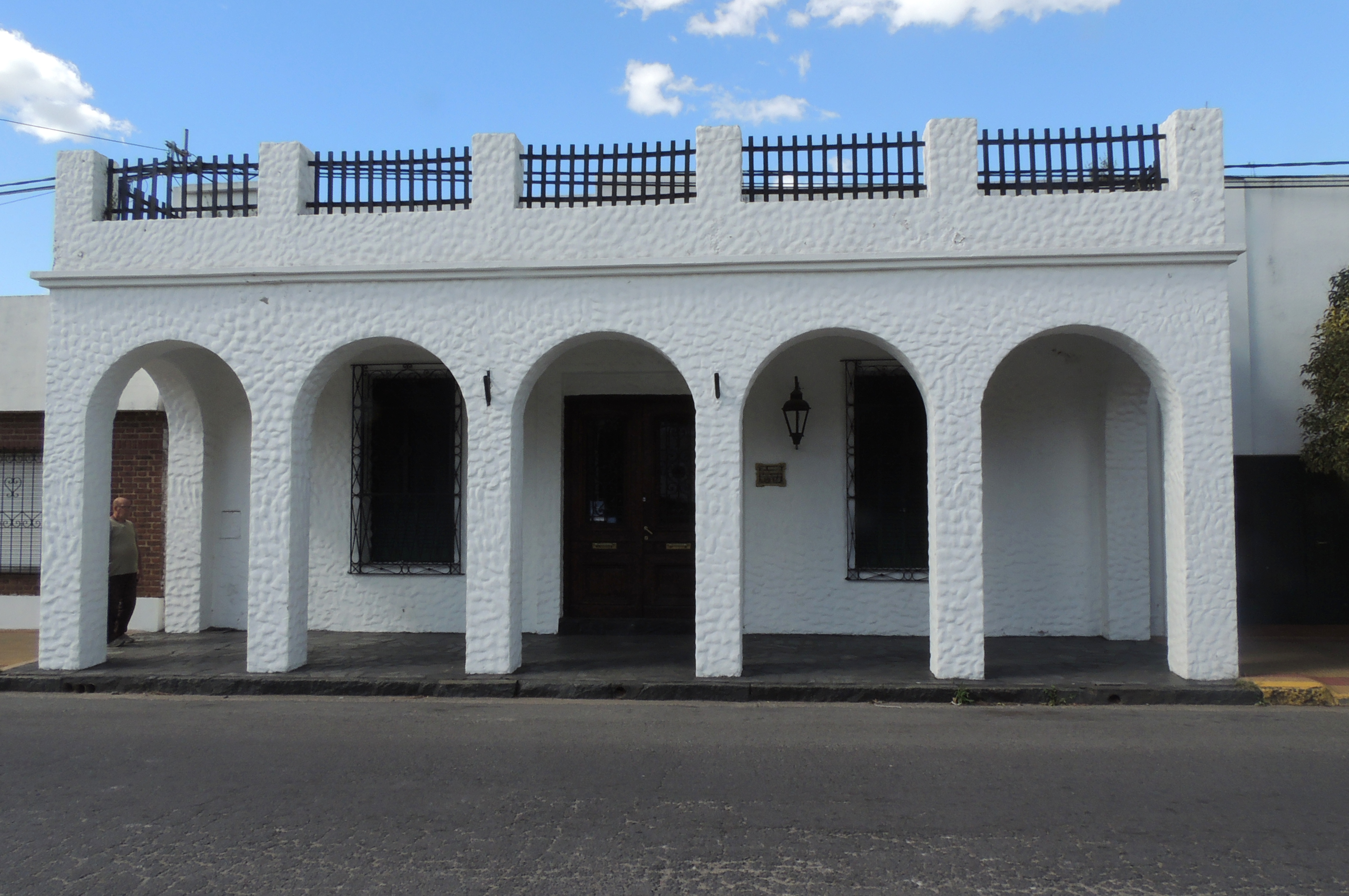
Музей Форту
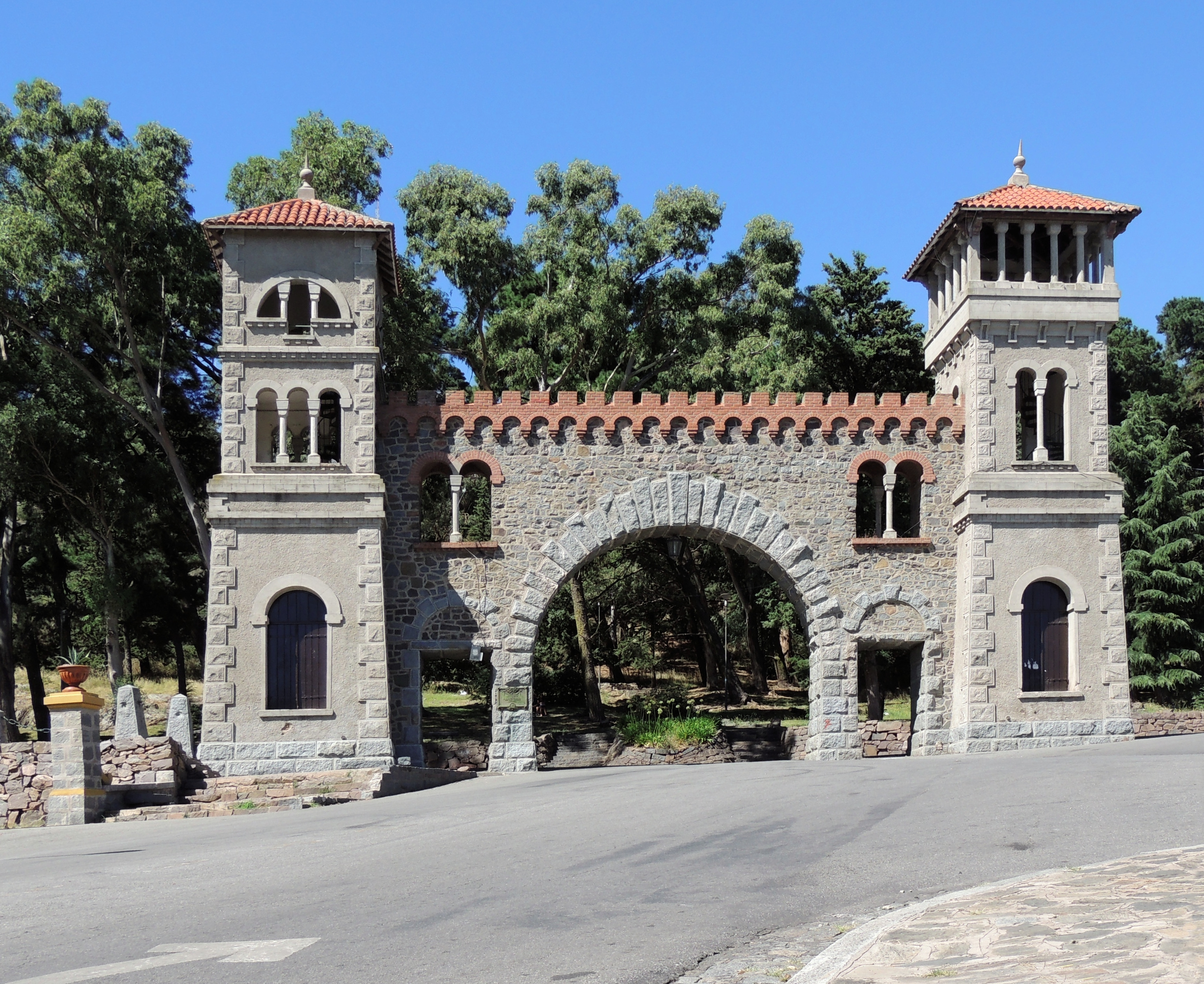
Вхід до Парку Незалежності
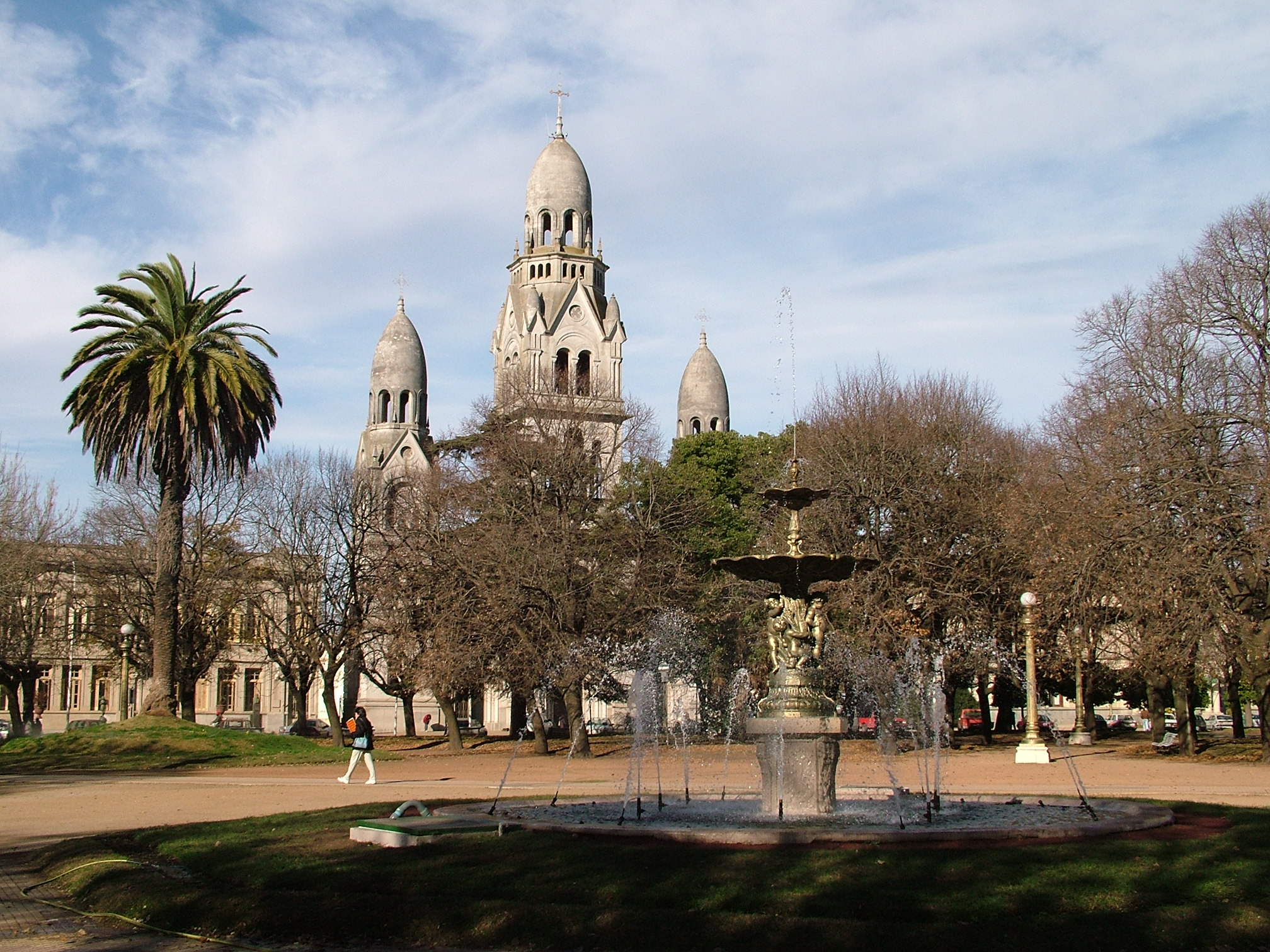
Майдан незалежності
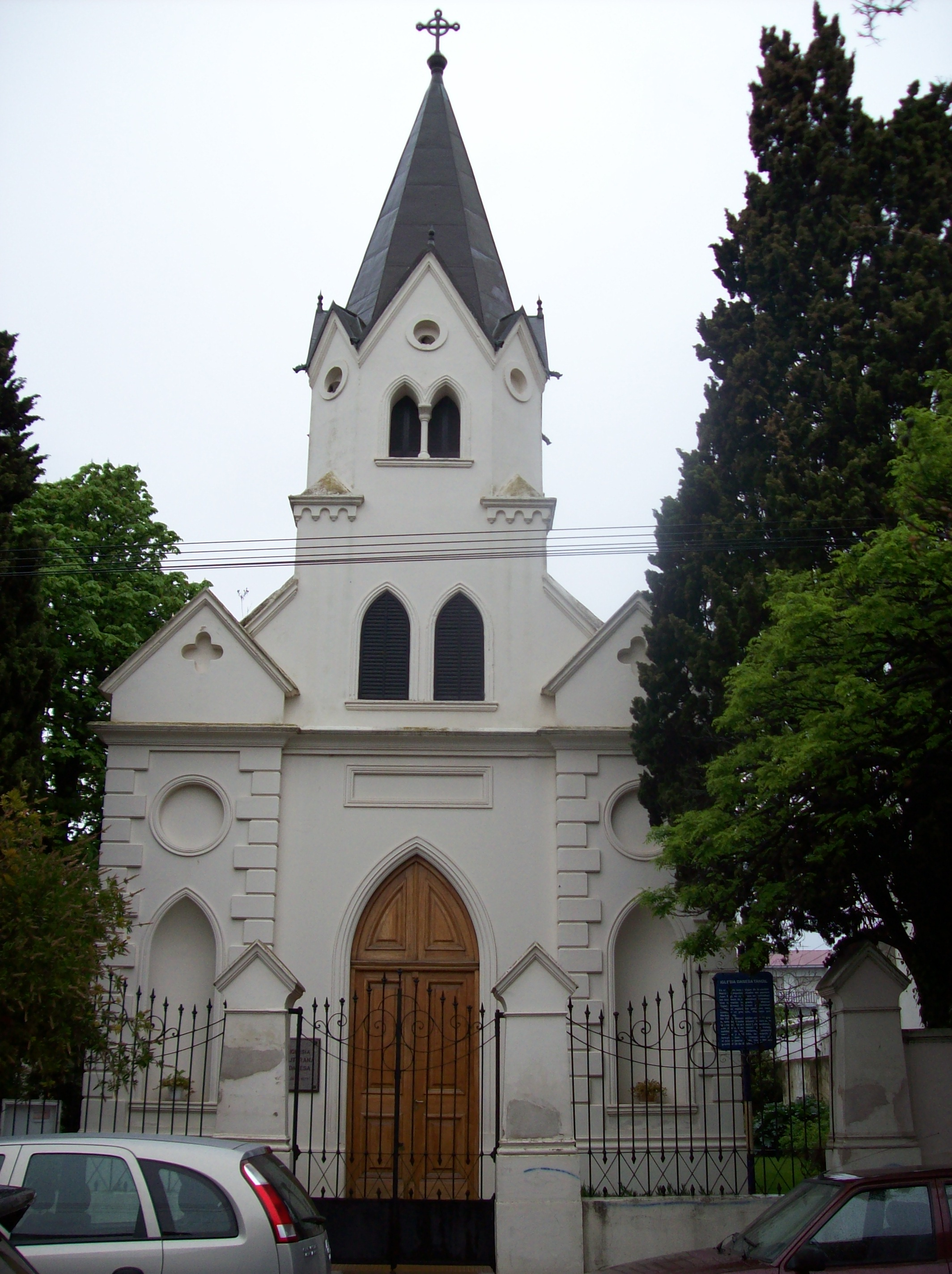
Данська церква
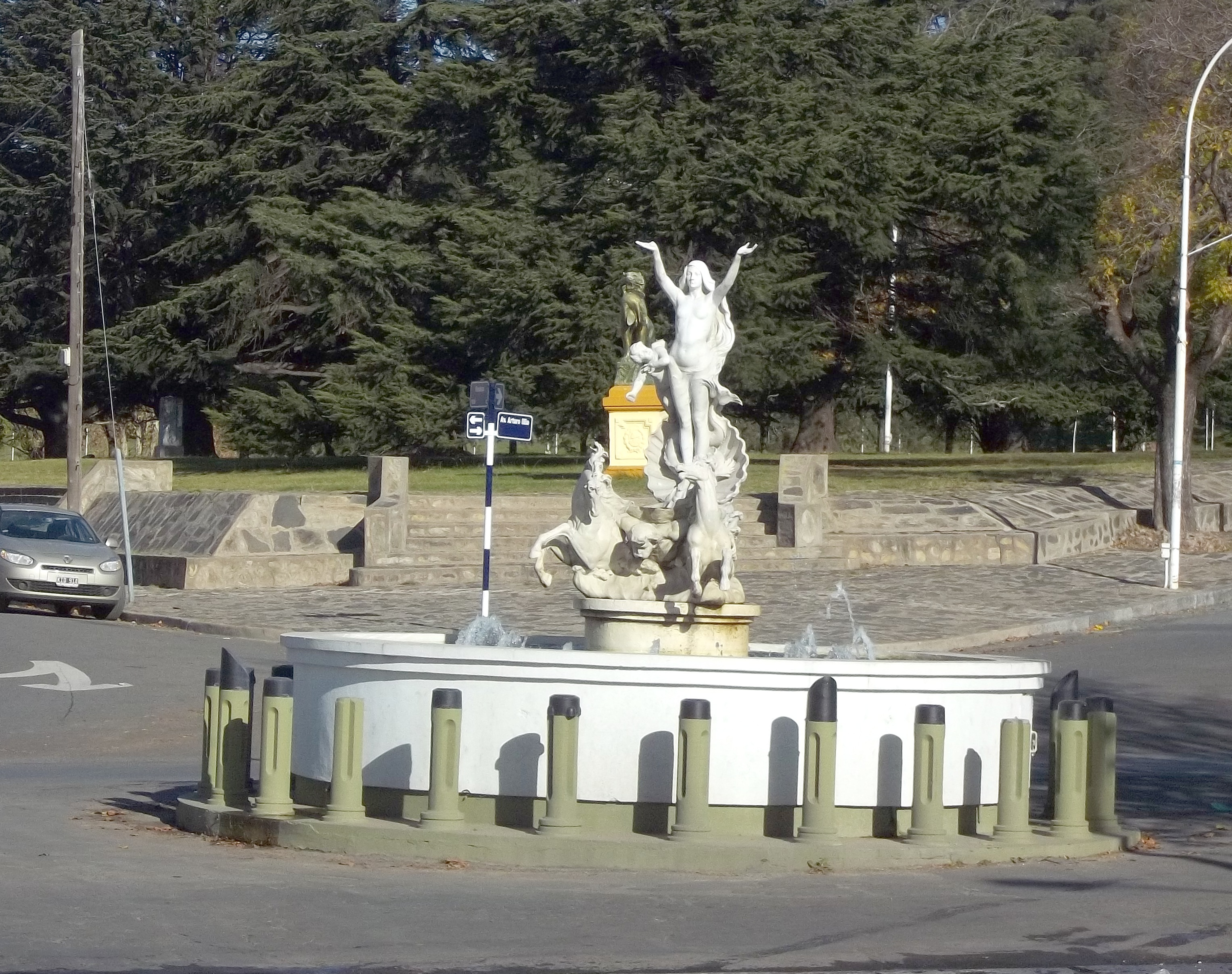
Фонтан роботи Лоли Мори

## Освіта

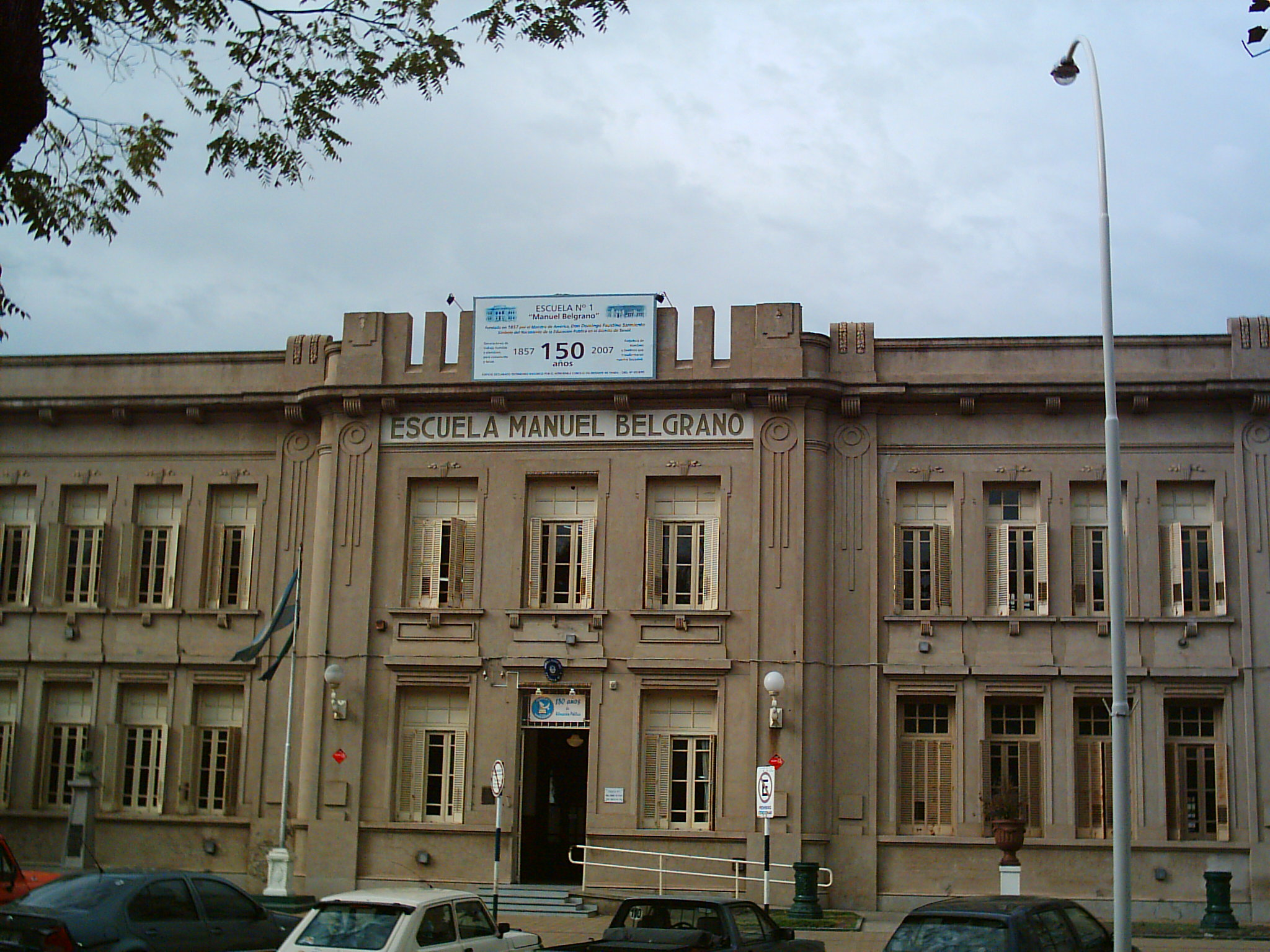
Школа у Танділі

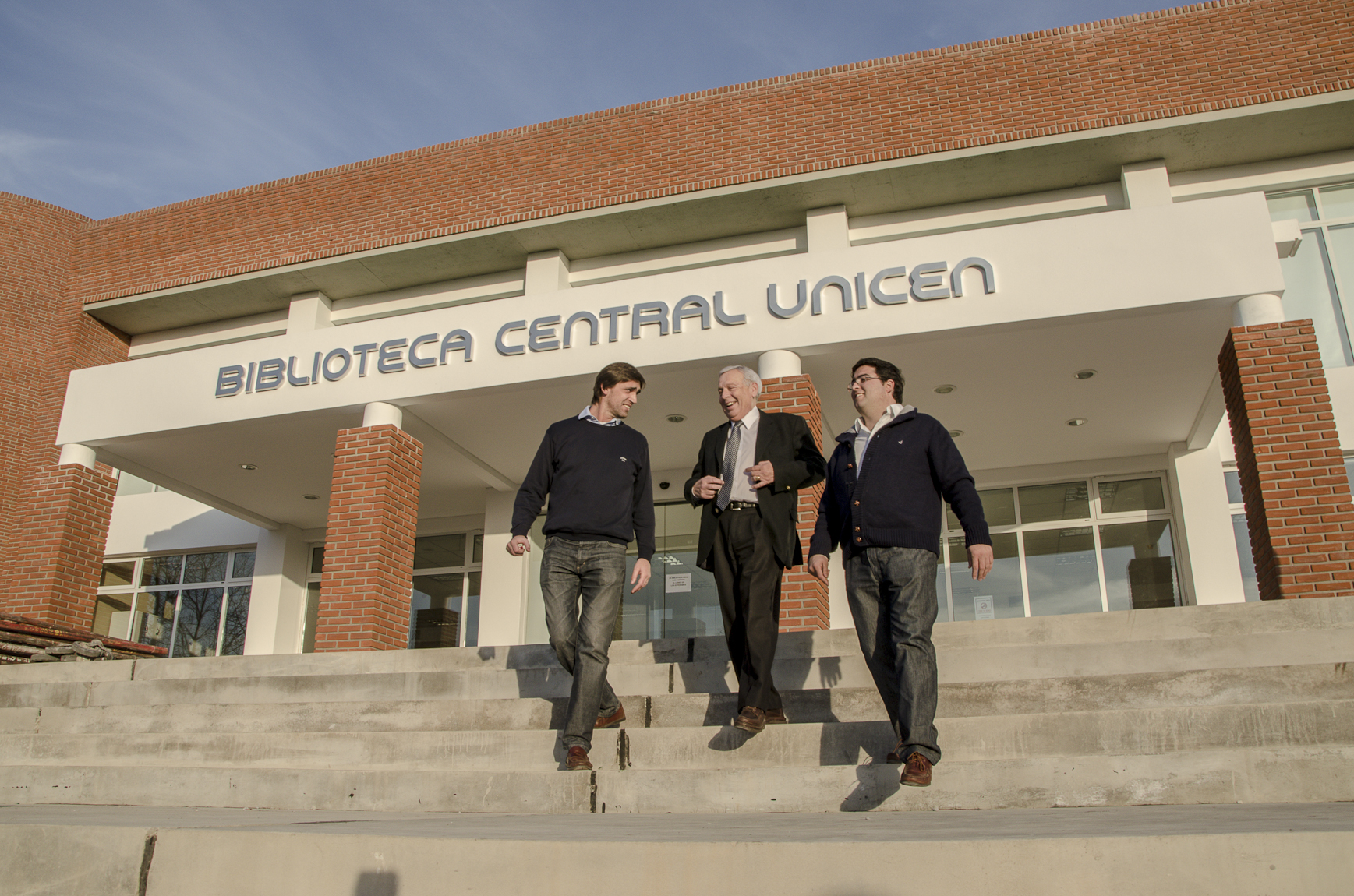
Тандільський університет

Перша школа була відкрита у Танділі 18 червня 1855 року. Нині у місті працює велика кількість шкіл та інших навчальних закладів. У місті працює нормальна школа, професійно-технічна школа і навчальний заклад, який готує фахівців з туризму.
1965 року у Танділі було засновано виш, спочатку приватний, але 1975 року його було реорганізовано у державний Національний університет центру провінції Буенос-Айрес. Окрім Танділя, він має філії у сусідніх містах провінції.

## ЗМІ
У Танділі працює три радіостанції формату AM: Radio Tandil, Radio de la Sierra, AM 1560, декілька FM-радіостанцій та три газети: El Eco de Tandil, La Voz de Tandil, Nueva Era. Послуги кабельного телебачення у місті надає компанія Cablevisión, яка транслює власний телеканал Eco TV. Також у місті ретранслюються канали 6 і 10 з Мар-дель-Плати, загальноаргентинський державний канал 7 і працюють два місцеві телеканали Canal 4 і Canal 11 TV Nueva.

## Спорт
У Танділі існує декілька баскетбольних команд, найвідомішими з яких є «Індепендьєнте» та «Уньйон і Прогресо».
У місті діє велика кількість футбольних клубів, які об'єднані у Тандільську футбольну лігу. Найвизначніші серед них «Феррокарріль Суд», «Сантамаріна», «Університаріо», «Індепендьєнте». Сантамаріна є найуспішнішою місцевою футбольною командою і грає у другому дивізіоні (ісп. Primera B Nacional).
Танділь має три регбійні клуби: Лос Карлос, Ункас і Лос Сінкуента.
З Танділя походять троє відомих тенісистів: Хуан Мартін дель Потро, Хуан Монако і Мар'яно Сабалета.

## Адміністративний поділ

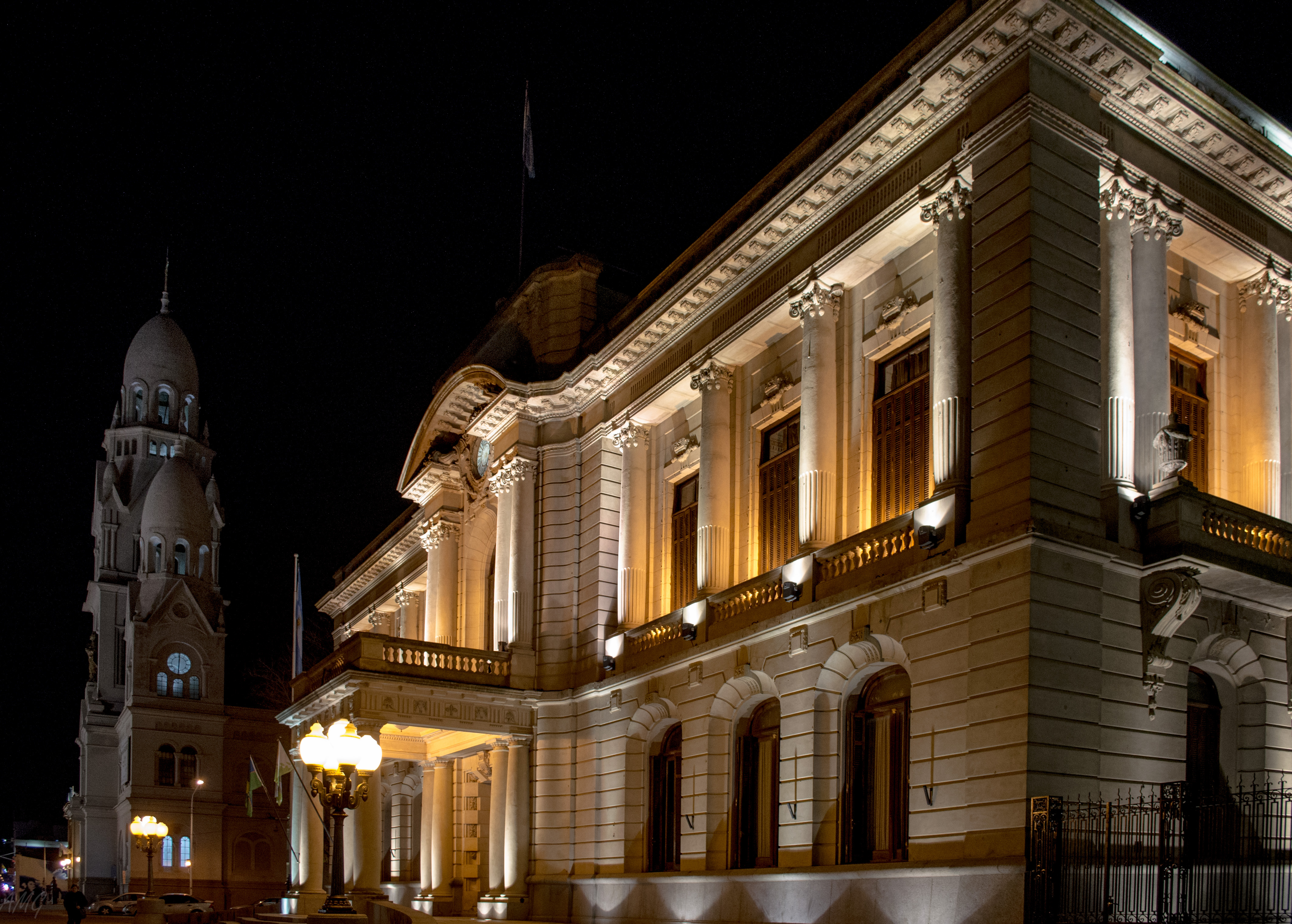
Ратуша Танділя

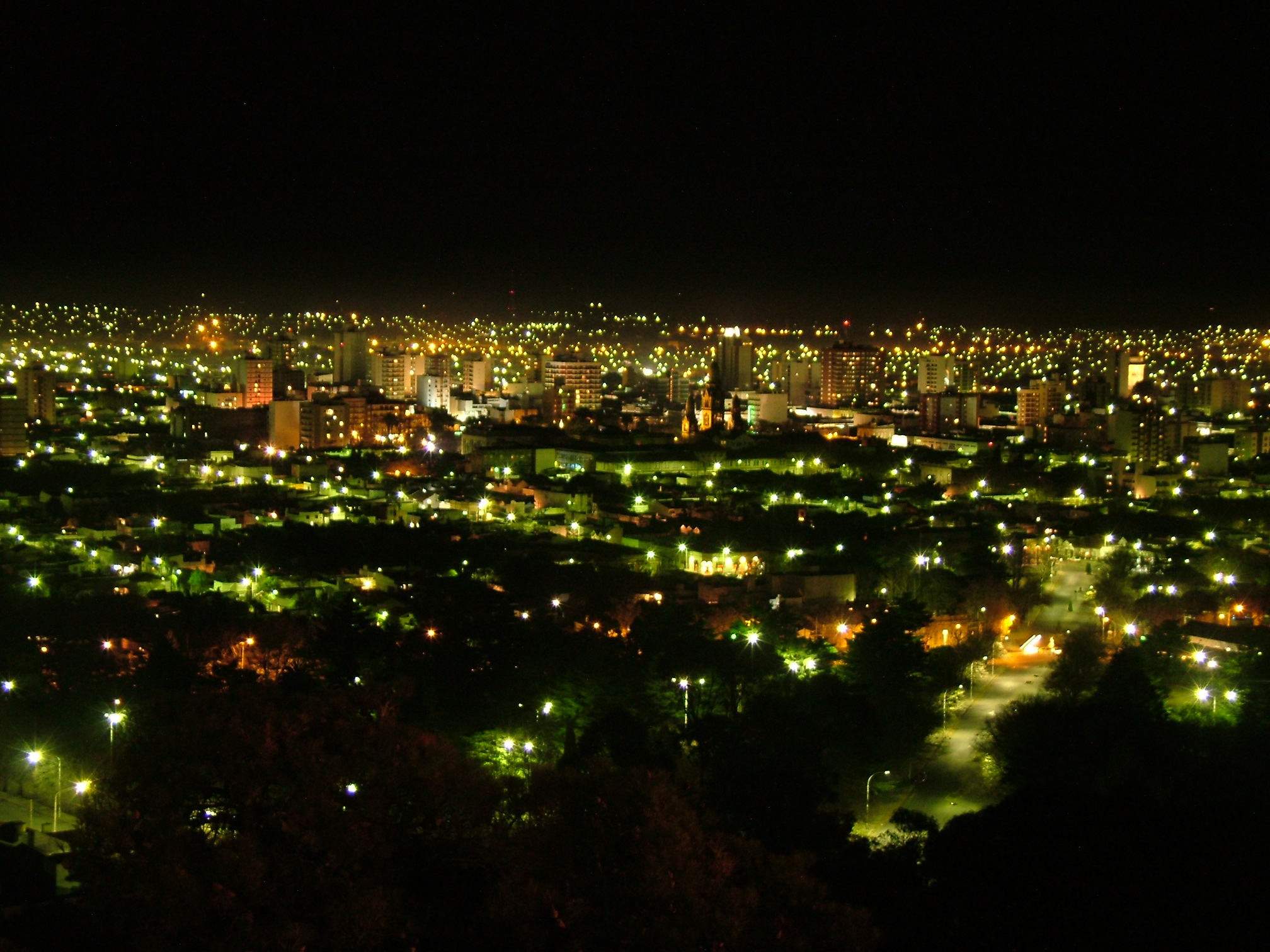
Танділь вночі

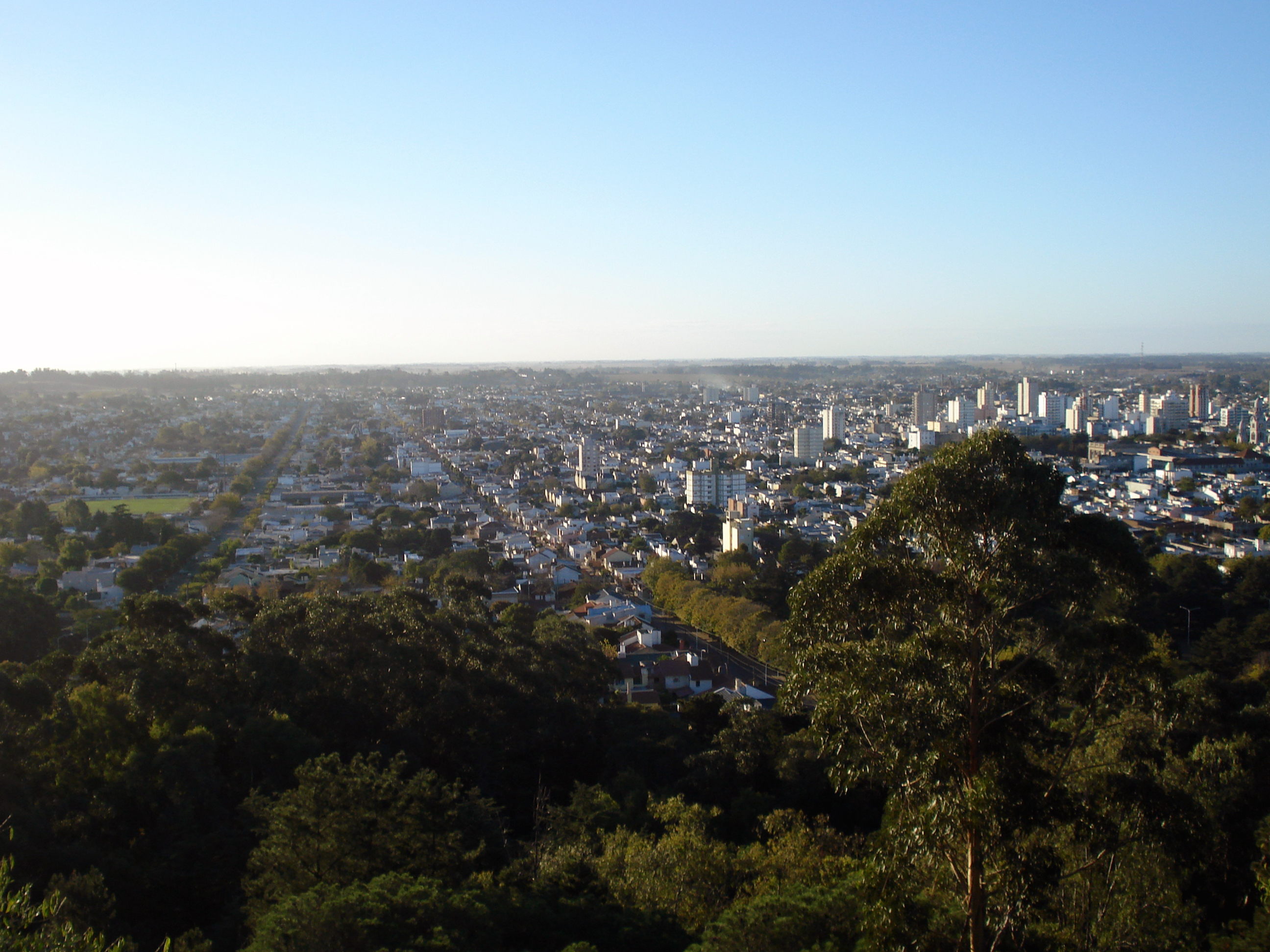
Танділь згори

Місто Танділь поділяється на 34 райони (ісп. barrios):
| - 25 de Mayo - 17 de Agosto - Arco Iris - Barrio de las Ranas - Eduardo Olivero - El Calvario - El Centinela - Falucho 1 - Falucho 2 - Fatica - Fonavi - General Belgrano - Jardín - La Movediza - Maggiori - Manantial - Metalúrgico - Militar - Mirage - Palermo - Parque La Movediza | - Pro-Casa - Rodríguez-Selvetti - San Juan - Sierra Sud - Terminal - Uncas - Universitario - Villa del Parque - El Tropezón - El Bolsón - La Florida - Las Tunitas - Villa del Lago - Villa Don Bosco - Villa Galicia - Villa Italia - Villa Laza - Villa Gaucho - Villa Aguirre - Cerro Leones - A.T.E.P.A.M. I і II |